# 褐带环口螺
褐带环口螺（学名：Cyclophorus martensianus）为环口螺科环口螺属的动物，是中国的特有物种。分布于广东、福建、浙江、江苏、安徽、江西、湖南、湖北、四川等地，生活环境为陆地，多生活于多腐殖质的灌木草丛中。